# Estádio Mariano Cardoso
Estádio Mariano Cardoso, mais conhecido como Cardosão, é um estádio de futebol localizado na cidade de Araioses, no estado do Maranhão, pertence a prefeitura municipal e tem capacidade para 500 pessoas. O estádio serve de mando de campo para a equipe do Araioses Futebol Clube.
O estádio foi inaugurado em 1992 pelo então prefeito do município José Cardoso do Nascimento, e passou por uma reconstrução em 2013. 